# Friedrich Hussong
Friedrich Hussong (* 15. Mai 1878 in Webenheim; † 29. März 1943 in Berlin) war ein deutscher Journalist und Schriftsteller.

## Leben
Als Friedrich Hussong 1878 geboren wurde, war Webenheim (heute ein Stadtteil von Blieskastel) in der Rheinpfalz noch Teil des Königreichs Bayern. Hussong entstammte einer Bauern- und Bergmannsfamilie. Sein Vater Jakob Hussong (1839–1901) war Lehrer und Gemeindeschreiber, seine Mutter starb, als er 15 Jahre alt war. Er war frühzeitig ein Anhänger Alfred Hugenbergs und dessen Alldeutschen Verbandes. Sein Heimatort Webenheim wurde 1920 dem Saargebiet zugeteilt, das zum Ausgleich der französischen Kriegsschäden auf fünfzehn Jahre vom Deutschen Reich abgetrennt wurde.
1898 legte Hussong als Externer („Privatstudierender“) am Maximiliansgymnasium München die Abiturprüfung ab.
Im Jahr 1900 wurde der 22-jährige Redakteur der nationalliberalen Täglichen Rundschau in Berlin, deren Innenressort er ab 1910 leitete. Zum 1. Januar 1919 wechselte er zu Alfred Hugenbergs Scherl-Verlag, dem er durch Arbeiten für Die Gartenlaube bereits verbunden war. Bei seinem neuen Arbeitgeber wirkte er als Leitartikler für den Tag und den Berliner Lokal-Anzeiger.
Am 3. November 1921 kehrte er als Chefredakteur zur Täglichen Rundschau zurück, die er vergeblich versuchte ins deutschnationale Lager zu ziehen. Diese Episode endete mit dem Kauf der Täglichen Rundschau durch Hugo Stinnes. Ab Oktober 1922 war Hussong wieder im Hugenberg-Imperium tätig und zwar als Chefredakteur im Scherl-Verlag.
Nach der nationalsozialistischen Machtübernahme blieb er zwar im Scherl-Verlag, war ab 1934 aber weniger tagesaktuell tätig. Er veröffentlichte z. B. Sammelbände mit seinen Leitartikeln aus den Weimarer Jahren, aber 1940 auch eine Art Kampfschrift gegen England.
Er war verheiratet mit Edith Haver und hatte mit ihr einen Sohn.
Friedrich Hussong starb am 29. März 1943 in Berlin-Zehlendorf an einem Herzleiden. Beigesetzt wurde er auf dem Friedhof Zehlendorf. Das Grab ist nicht erhalten.

## Hussongs Rolle in der Presse der Weimarer Republik
Friedrich Hussong ist im Nachkriegsdeutschland schnell in Vergessenheit geraten. Das verwundert nicht, denn seine antidemokratische Hetze gegen die Weimarer Republik diskreditierte ihn im Vergleich zu seinem demokratischen Gegenspieler Theodor Wolff vom Berliner Tageblatt als Vorbild. Literarisch konnte er seinen linken Antipoden Kurt Tucholsky und Carl von Ossietzky nicht das Wasser reichen. Dennoch ist es wichtig an sein journalistisches Wirken zu erinnern, weil er der NS-Presse den Boden bereitete. Peter de Mendelssohn bezeichnete ihn in seinem bekannten Rückblick auf die Zeitungsstadt Berlin als den „rabiatesten journalistischen Demagogen“, den die „Zeitungsstadt Berlin je erlebt hat“. Und weiter: „Er entwickelte eine publizistische Manier und Technik, die in allem Wesentlichen den später von Joseph Goebbels im Angriff zur Hochblüte emporgezüchteten Stil vorwegnahm.“

### Stimme seines Herrn
Obwohl Hussong weder im Impressum der Scherl-Blätter noch in den einschlägigen Nachschlagewerken (Jahrbuch der Tagespresse, Handbuch der Tagespresse) aufgeführt wurde, nahm er im Presseimperium Alfred Hugenbergs eine zentrale Rolle ein. Im Pressearchiv des einflussreichen konservativen Reichslandbundes finden sich über 500 Zeitungsausschnitte, vornehmlich aus den Jahren der Weimarer Republik. Seine Leitartikel erschienen vor allem in Berlins auflagenstärkster Tageszeitung, dem Berliner Lokal-Anzeiger (BLA), sowie im Tag und dem Montag (Montagsausgabe des BLA). Darüber hinaus lassen sich zahlreiche Leitartikel in den Provinzzeitungen des Scherl-Verlags nachweisen, so dass er als einer der am weitesten verbreiteten Leitartikler seiner Zeit gelten muss. Seine Bedeutung als Leitartikler macht auch ein Abdruck einer Rede deutlich, die er vor Nachwuchsjournalisten gehalten hatte und die im März 1932 im Verbandsorgan Deutsche Presse erschien.
In dieser Rolle wurde er von namhaften Kollegen in den anderen politischen Lagern wahr- und ernst genommen. Während Theodor Wolff eher zurückhaltend auf ihn einging, obwohl gerade die liberalen Hauptstadt-Blätter zu seinen bevorzugten Angriffszielen gehörten, verpasste ihm Kurt Tucholsky unter seinem Pseudonym Ignaz Wrobel am 16. Februar 1932 eine schallende intellektuelle Ohrfeige in der Weltbühne. Auch der Vorwärts hatte Hussong am 4. November 1929 ironisch bloßgestellt, weil es diesem Apologeten deutschen Soldatentums gelungen war, sich während des ganzen Ersten Weltkrieges freistellen zu lassen.
Eine treffende Charakterisierung der Rolle Hussongs gelang Georg Honigmann, der aus marxistischer Sicht 1976 über den Hugenberg-Konzern veröffentlichte und Hussong als „Stimme seines Herrn“ bezeichnete. Hussong verlieh dem wenig charismatischen DNVP-Führer Alfred Hugenberg zumindest gedruckt Eloquenz. Während in den 1920er Jahren seine politischen Angriffe vor allem den Parteien der so genannten Weimarer Koalition und ihnen nahestehenden Zeitungen galten, kam es später zu scharfen publizistischen Gefechten mit den erstarkenden Nationalsozialisten, die der DNVP die Wähler abspenstig machten. Diese Auseinandersetzung gipfelte am 29. September 1932 in dem Sonderdruck des Scherl-Verlags unter dem Titel „Der Nationalsozialismus und wir! Weg und Kampf des Scherl-Verlags“. Der direkte Vergleich dieser Schrift mit Hussongs Leitartikeln verrät ihn schnell als Autor dieses Pamphlets. Dabei ging es vor allem darum nachzuweisen, wer das Urheberrecht halte, der früheste und schärfste Kritiker der Weimarer Republik zu sein. Diesen Stellvertreterkrieg für DNVP und NSDAP führten Hussong im BLA und Joseph Goebbels in der Berliner NS-Gauzeitung Der Angriff.

### Rechthaber im Ruhestand
Mit der Gleichschaltung der Presse im NS-Staat und dem Ausscheiden seines Chefs Hugenberg aus dem ersten Kabinett Hitler verlor auch Hussong seine Bedeutung. Als Ende 1933 deutlich wurde, dass es Hitler gelang, seine deutschnationalen Bundesgenossen endgültig auszubooten, behauptete Hussong in einem Rückblick auf den fehlgeschlagenen Putsch von 1923 den „Führer“ bereits damals als politisches Genie erkannt zu haben. Tatsächlich hatte er ihn jedoch als „Wildwestpolitiker“ bezeichnet. Die Ängste des Bürgertums formulierte er wenig später nach Ernennung von Rudolf Heß und Ernst Röhm zu Ministern, indem er davor warnte, das rechte Deutschtum am richtigen Parteiabzeichen ablesen zu wollen und nahm dafür Heß selbst als Kronzeugen in Anspruch.
Mit dieser Episode endet Hussongs Rolle als tagespolitischer Journalist. Danach trat er vor allem publizistisch in Erscheinung zum Beispiel mit einer Sammlung seiner Artikel, in der er die Bücherverbrennung als einen „Akt symbolischer Befreiung“ vom „Ungeist der Zersetzung“ lobte.
Bei seinem Tod gab es ein relativ großes offizielles Echo für ihn, obwohl er nie einer NS-Organisation angehört hatte. Sowohl seine alten Zeitungen als auch der Völkische Beobachter und der Rundfunk berichteten über Hussong. Bei der Trauerfeier sprach der stellvertretende NS-Pressechef Helmut Sündermann und legte einen Kranz des Führers nieder. In der Deutschen Presse war der Nachruf mit dem Kranz bebildert anstatt mit einem Porträt des Verstorbenen.

## Stilblüten
Inhaltlich war Hussongs Publizistik vom Kampf gegen den Friedensvertrag von Versailles und die Weimarer Republik mit ihren demokratischen Institutionen geprägt. Zu seinen beliebtesten Mitteln als journalistischer Erklärer der Zeitläufte hatte es stets gehört, sich bzw. seine journalistischen Gegner durch geschicktes Zitieren ins rechte Licht bzw. ins Unrecht zu setzen. Mit Akribie verfolgte er die liberale, sozialdemokratische und unabhängige linke Presse und argumentierte mit einer Montagetechnik, mit der er versuchte, den Gegner durch seine eigenen Aussagen zu diskreditieren. Den Höhepunkt bildete dabei eine zwölfteilige Serie, die 1931 unter dem Titel „Deutsche Passion“ im Berliner Lokal-Anzeiger erschien. Sie stellte alles in den Schatten, was die Weimarer Republik bis dahin an Häme erlebt hatte und soll Joseph Goebbels zur Schulung gedient haben.
Auffällig ist, dass Hussong über Jahrzehnte eloquente Kritik anzubringen wusste, eigene positive Lösungsvorschläge für die vermeintlichen oder tatsächlichen Probleme sucht man hingegen vergeblich. Nicht selbstverständlich für einen Leitartikler seiner Zeit ist, dass er seine Artikel stets mit Namen zeichnete und sich nicht hinter der von Emil Dovifat behaupteten „Zeitung als Persönlichkeit“ versteckte.

### Kostproben
Zum polemischen Repertoire Hussongs zählten wie bei anderen rechtsgerichteten Kollegen Begriffe wie „Novemberverrat, Schandvertrag oder Dolchstoß“. Bei Bekanntwerden der Friedensbedingungen sprach Hussong 1918 von „volksmordenden Bedingungen“, „Notzüchtigung der Nation“ und „unerträglicher, planmäßiger Erwürgung“. Demokratische Politiker beschimpfte er als „Speichellecker von Feindesstiefeln“.
Seine Abneigung gegen die demokratischen Spielregeln machte er deutlich, indem er vom „Gewirre und Getriebe der parlamentarischen Schiebungen“ schrieb, überall „parlamentarische Wandelganggerüchte“ hörte oder „parteipolitische Geschäftemacher“ in „parlamentarische Klüngelbildung“ verstrickt sah.
Wie sehr Hussong allen bürgerlichen Anstand vergessen konnte, veranschaulichen Sätze, mit denen er eine Sammelaktion der „Internationalen Frauenliga für Frieden und Freiheit“ zum 60. Geburtstag des französischen Literaturnobelpreisträgers und Pazifisten Romain Rolland bedachte: „Politische Perversion. Verluderte Sentimentalität. Instinktlose Verwaschtheit und widernatürliche Verkehrtheit der einfachsten und natürlichsten Gefühle.“
Manche politische Entwicklung wusste Hussong sofort richtig einzuordnen. Die Notverordnung von Reichskanzler Heinrich Brüning vom Sommer 1930, mit der dieser de facto die Weimarer Republik verfassungsmäßig beerdigte, kommentierte Hussong ätzend unter der Überschrift „Sterbendes Schweinchen“:
„Dieser Parlamentarismus ist nicht einmal mehr einer Katastrophe fähig. Zu einem Abgang und Untergang mit irgendwelchem Aplomb fehlt ihm alles. Er rutscht und sinkt leise greinend in sich zusammen, wie das Kinderspielzeug, das sterbende Schweinchen, wenn es komisch seufzend die eingepustete Luft ausströmt und lächerlich verröchelt.“

### Buchveröffentlichungen
- Mathias Erzbergers Wege und Wandlungen, Berlin 1918.
- Zum Tode verurteilt. Neues vom Fremdenlegionär Kirsch. Ihm nacherzählt, Berlin 1920.
- Die Lülsbrucher Wirren, Roman, 1921.
- Das russische Ei. Eine Auslese, Berlin 1924.
- Hirsewenzel. Eine neue Auslese, Berlin 1925.
- Kurfürstendamm. Zur Kulturgeschichte des Zwischenreichs, Berlin 1934.
- Der Tisch des Jahrhunderts, Berlin 1937.
- Liebesschicksale deutscher Menschen, Berlin 1939.
- Englands politische Moral in Selbstzeugnissen, Berlin 1940.
- Kriegsreise in die Heimat, in: Ein saarpfälzisches Lesebuch, hrsg. von R. Schneider-Baumbauer, 1940, S. 38–40.
- als HG. Kamerad Petrenz. Ausgewählte Blätter von Adolf Petrenz, Berlin 1918.